# Action préventive
Une action préventive est une action visant à éliminer une faiblesse pressentie dans le système ou la cause d'une non-conformité potentielle ou d'une autre situation potentielle
indésirable afin d'en empêcher l'apparition.
L'objectif initial de l'action préventive est d'éviter l'occurrence d'une non-conformité, mais inclut généralement aussi l'amélioration de l'efficacité du système. Elle peut être purement technique par l'amélioration du produit ou service ou organisationnelle par l'amélioration du système.
Une non-conformité pouvant avoir plusieurs causes, il est parfois nécessaire de combiner plusieurs actions afin d'éliminer la source potentielle d'erreur.
Par ailleurs, il est courant de vérifier l'efficacité des actions préventives introduites.
L'on distingue une action préventive des actions suivantes :
- L'action corrective (empêcher une nouvelle occurrence d'une non-conformité détectée). Tandis que l'action corrective sera réactive, l'action préventive est une démarche proactive de recherche d'opportunités d'améliorations.
- L'action curative ou correction (corriger la non-conformité et non sa cause).

Par abus de langage et simplicité de communication, le terme d'action corrective regroupe parfois les 3 types d'action.
Le terme d'action préventive est utilisé dans l'industrie, mais aussi dans un contexte social et médical.

## Outils
L'AMDEC est une méthode usuelle utilisée pour l'analyse des modes de défaillance et aboutissant, une fois la criticité de la défaillance évaluée, à d'éventuelles actions préventives.
Les clients et les participants à un procédé sont aussi par leurs éventuelles suggestions une source riche pour des actions préventives. Pour cette raison, des systèmes de collecte des suggestions sont mis en place dans de nombreuses organisations. Des plans d'actions sont alors définis et suivis afin de profiter au maximum des opportunités d'amélioration.

## Exemples
- Mise en place d'un Poka yoke
- Introduction d'une alarme visuelle ou sonore
- Formation
- Prise en compte dans le programme de maintenance
- Ajustement de la nutrition
- Prise de vitamines
- Organisation d'activités sociales (sport, etc.)
- Communication régulière avec un groupe social